# 浅利信種
浅利 信種（あさり のぶたね）は、戦国時代の武将。甲斐武田氏の家臣。譜代家老衆。

## 生涯
浅利氏は甲斐源氏庶流で甲斐国八代郡浅利郷に拠った一族で、信種の系統はその後裔のうち甲斐浅利氏と呼ばれる一族である。
武田信虎期の家臣でその偏諱を受けた浅利伊予守虎在（とらあり）の嫡男として誕生。信種の「信」の字は、武田晴信より偏諱を受けたと推測される。
『甲陽軍鑑』によると、信種は騎馬を120騎持った侍大将で赤備えの部隊を率い、信濃国侵攻において活躍したという。史料での初見は永禄8年（1565年）の義信事件に際した永禄9年（1566年）閏8月の三枝昌貞らの起請文で、信種は奉行として名が見られる。永禄10年（1567年）には義信事件に際して武田家臣が提出した起請文「下之郷起請文」においても奉行を務めており、同年には跡部信秋と共に信濃海ノ口郷宛の伝馬役免許・人返令を指示した武田氏朱印状奉者としても確認される。
武田氏は永禄4年（1561年）の第四次川中島の戦いを機に北信地域をめぐる越後上杉氏との攻防が収束し、永禄11年（1568年）には同盟関係にあった駿河国今川氏との関係が手切となり、武田氏は今川領国への侵攻を開始し（駿河侵攻）、今川氏との手切は相模国後北条氏との甲相同盟の破綻も招き抗争状態となる。武田氏は川中島の戦い以降に上野国西部への侵攻を行い領国化しており、信種は永禄11年までには箕輪城の城代に着任しており、後北条氏との戦いにおいては西上野衆を率いた活動が確認されている。
永禄12年（1569年）に武田氏は後北条氏への牽制のため小田原城への攻勢を行うが、『甲陽軍鑑』に拠れば武田勢は小田原攻城後の帰路において北条方の北条氏照・氏邦等が退路を塞ぎ、武田方の挟撃を図った三増峠の戦いでは、峠上に布陣する氏照・氏邦軍と峠を登る武田軍との間で戦闘となり、馬上で部隊の指揮を執っていた信種は流れ弾に当たり討死したという。軍監として陣中にあった曽根昌世が浅利隊の指揮を引き継ぎ、指揮官を失った浅利隊をまとめたという。
文書上においてもこれ以降、信種及び浅利一族に関する動向が見られないが、信種にただ一人浅利昌種（勝在とも）という嫡男がいたとされ、浅利氏の家督は昌種が継いだものとみられる。ただし、元亀元年（1570年）には譜代家老衆の内藤昌秀（工藤昌豊）が箕輪城代に着任したことが確認されているほか、浅利同心衆（相備え）のうち半数60騎は土屋昌続が引き継いだという。
三増峠古戦場の近くに地元民が祀った浅利明神社が存在する。